# Heinrich von Berching
Heinrich von Berching (auch Heinrich von Perching, lateinisch Henricus de Perching, * 1355 in Berching; † 1412) war ein deutscher Theologe des Spätmittelalters.

## Leben

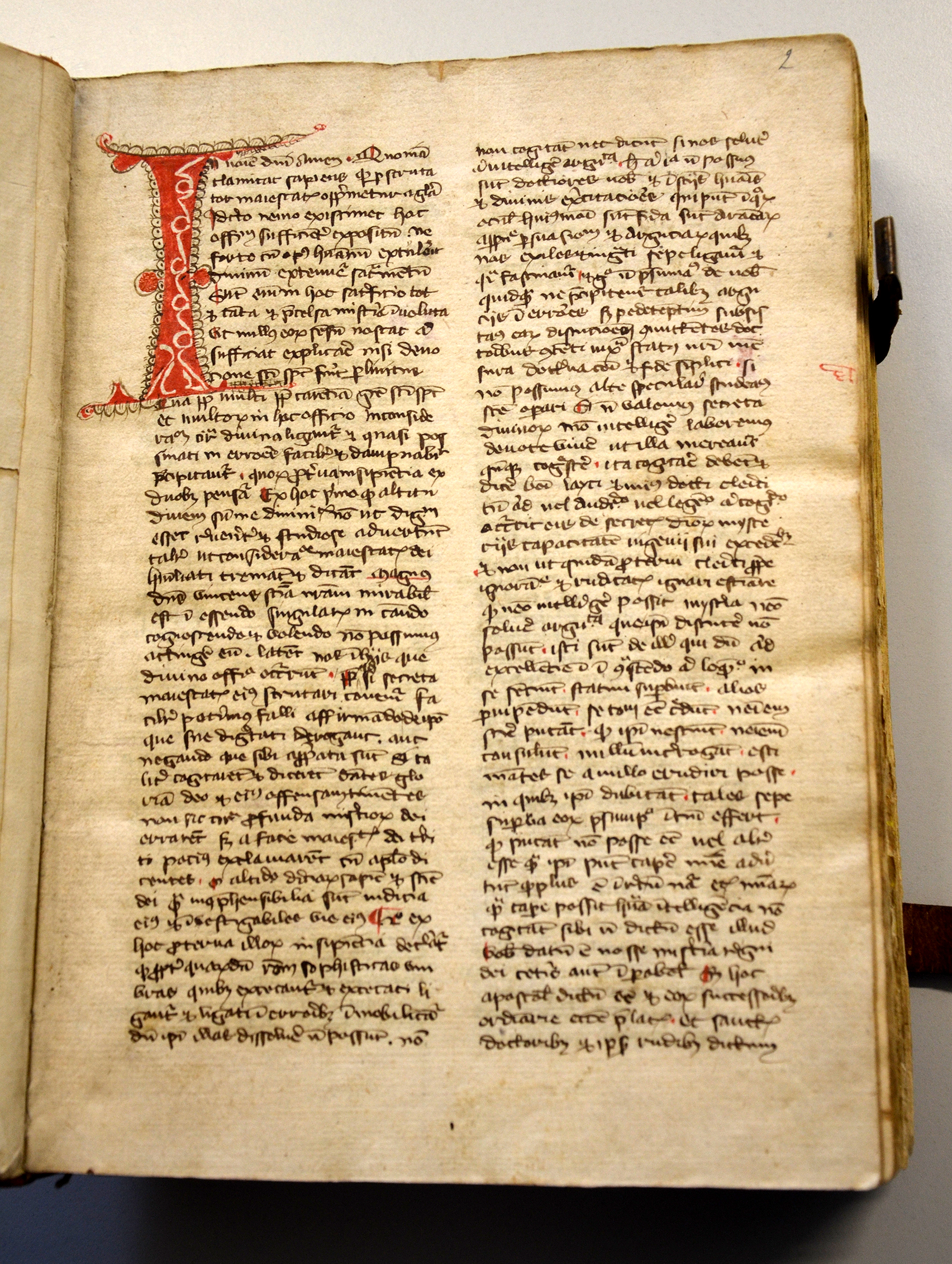
Abschrift von Heinrich von Berchings Lectura super officio missae durch Konrad von Sarstedt,
Niederdeutschland, 1416, Ratsbibliothek und Stadtbibliothek Hannover

Heinrich von Berching wurde im 14. Jahrhundert in der Diözese Eichstätt geboren. 1384 ist er als magister artium bekannt, ab 1396 in Prag als Professor der Theologie an der dortigen Karls-Universität sowie 1396/97 Rektor der Universität und Domherr.
Von seinen theologischen Schriften wurde beispielsweise die Lectura super officio missae  häufig abgeschrieben.

## Schriften (Auswahl)
Lectura super officio missae
Abschriften
- 1412: Herzog August Bibliothek Wolfenbüttel, Codex Guelf. 377, fol. 61–185[4]
- 1414/14:  Herzog August Bibliothek Wolfenbüttel, Codex Codex Guelf. 238, fol. 1–250
- 1416 durch Konrad von Sarstedt: Stadtbibliothek Hannover Ms. Mag. 9[3][5][6]
- erste Hälfte des 15. Jahrhunderts: Universitätsbibliothek Breslau, Codex I F 330 (Digitalisat)